# Arrigo Pedrollo
Arrigo Pedrollo (* 5. Dezember 1878 in Montebello Vicentino; † 23. Dezember 1964 in Vicenza) war ein italienischer Pianist und Komponist tonaler Musik.

## Leben
Pedrollo wurde zuerst von seinem Vater ausgebildet und begann mit dreizehn Jahren das Studium am Mailänder Konservatorium, wo er Klavier und Komposition u. a. bei Luigi Mapelli und Gaetano Coronaro studierte. Bei seinem Studienabschluss 1900 dirigierte Arturo Toscanini seine erste und einzige Sinfonie. Er spielte als Pianist in verschiedenen europäischen Großstädten und traf in Warschau auf Jean Sibelius. Pedrollo komponierte neun Opern, deren erste, Terra promessa, 1908 in Cremona Premiere hatte, in Vicenza wurde Juana im Jahr 1914 uraufgeführt.
Ab 1920 war er Lehrer an der Musikschule in Vicenza, 1930 wechselte er nach Mailand ans Konservatorium. In den 1930er Jahren leitete er für sechs Jahre das Radio-Sinfonie-Orchester der Ente Italiano per le Audizioni Radiofoniche in Mailand und in Turin. Zwischen 1938 und 1941 war er Kompositionsprofessor am Mailänder Konservatorium und ging dann in derselben Funktion an das Conservatorio Cesare Pollini in Padua. Danach war er bis 1959 Leiter des Konservatoriums in Vicenza, welches später seinen Namen erhielt.

## Werke (Auswahl)
- Terra promessa (1908), Libretto: Carlo Zangarini
- Juana (1914), Libretto: Carlo de Carli
- Giuditta. Ballett (1916)
- L’uomo che ride (1920), Libretto: Antonio Lega nach Victor Hugo
- La Veglia (1920), Libretto: nach John Millington Synge, The Well of the Saints, Übersetzung: Carlo Linati
- Maria di Magdala (1924), Libretto: Arturo Rosato
- Delitto e Castigo (1926), Libretto: Giovacchino Forzano nach Schuld und Sühne
- Primavera fiorentina (1932) Libretto: Mario Ghisalberti, nach einer Novelle von Boccaccio
- L’Amante in trappola (1936) Libretto: Antonio Lega (im Schweizer Rundfunk gesendet)
- Aziadeé (1935), Ballett
- Il Giglio di Alì (1948), Libretto: Ettore Romagnoli
- Concertino per oboe e orchestra (1960)